# Cúp quốc gia Scotland 1879–80
 Cúp quốc gia Scotland 1879-80 là mùa giải thứ 7 của giải đấu bóng đá loại trực tiếp uy tín nhất Scotland. Queen's Park đánh bại Thornliebank 3-0 trong trận Chung kết.

## Đội vô địch
| Cúp quốc gia Scotland 1879–80                   |
| Scotland                                        |
| ----------------------------------------------- |
| Queen's Park F.C. Đội vô địch (Danh hiệu thứ 4) |